# Сельма Лагерлеф
Се́льма Ла́герлеф (Зельма Ляґерлєф; швед. Selma Lagerlöf; 20 листопада 1858—16 березня 1940) — шведська письменниця, авторка художніх, історичних і краєзнавчих книг. Перша жінка-письменниця, відзначена у 1909 році Нобелівською премією з літератури «…на знак визнання піднесеного ідеалізму, яскравої уяви й духовного сприйняття, що характеризують її праці…». Письменниця здобула найбільшу популярність серед читачів завдяки своєму дитячому роману «Чудесна мандрівка Нільса Гольгерсона з дикими гусьми».

## Життєпис

### Ранні роки

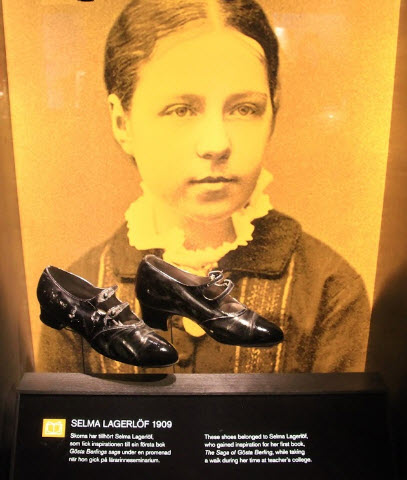
У музеї Нобелівської премії експонуються черевички письменниці

Сельма Оттіліана Ловіза народилася 20 листопада 1858 року в маєтку Морбака, у провінції Вермланд на півдні Швеції, і була п'ятою дитиною з шести в родині відставного армійського офіцера Еріка Густафа Лагерлефа (1819—1885), лейтенанта в Королівському Вермландському полку та вчительки Ловізи Вальрот (1827—1915), доньки успішного комерсанта, власника ливарного цеху.
Дитинство Сельми було щасливим, попри тяжку травму стегна, яку спричинила дисплазія кульшового суглоба, яка на кілька років прикувала її до ліжка. У музеї Нобелівської премії експонуються черевички письменниці: каблук на одній нозі значно вищій за інший. Все життя письменниця накульгувала.
Селма здобула якісну домашню освіту, викладання здійснювалось англійською та французькою мовами. Бабуся прищепила Сельмі любов до народних казок і легенд. Завдяки цьому твори Сельми Лагерлеф сягають корінням у шведські легенди й саги.
У сім років, прочитавши «Оцеола, вождь семінолів» Томаса Майн Ріда, Сельма вирішила стати письменницею. Вона написала вірші й навіть п'єсу. У 1908 році в новелі «Казка про казку» Лагерлеф із гумором описала свої перші творчі спроби.
Коли Сельмі було десять років, у 1868 році, її батько важко занедужав, і вона прочитала всю Біблію від «а» до «я» зі сподіванням, що Бог оздоровить її батька. Так і сталось, батько одужав і прожив ще 17 років. Письменниця часто зверталася до біблійних мотивів у своїй творчості.

### Юність

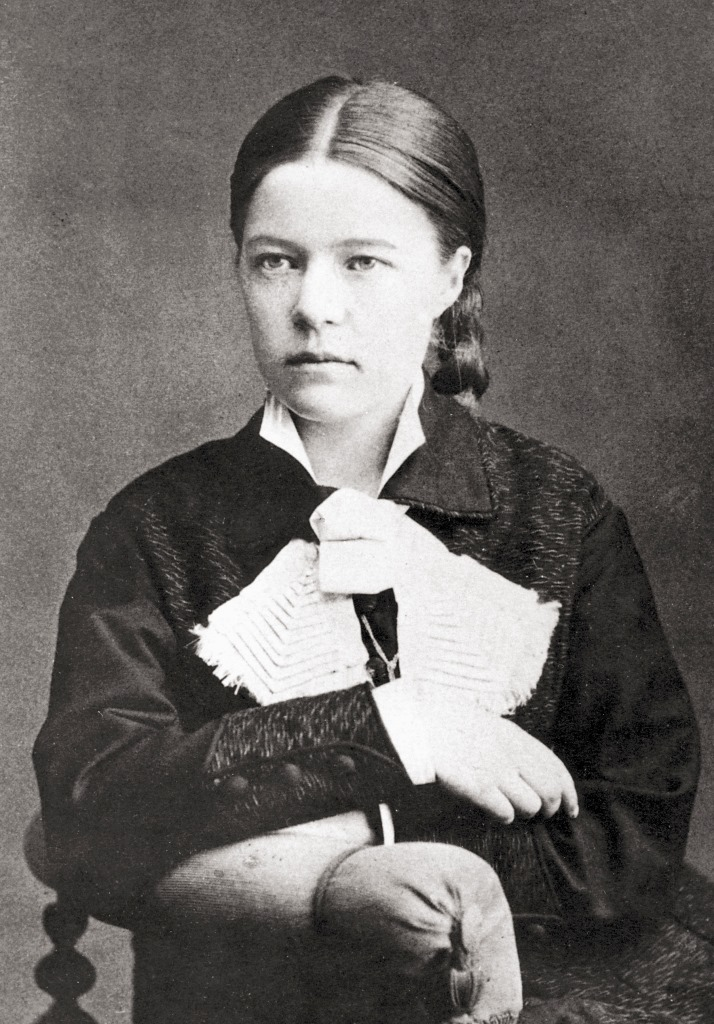
Анна Олсон, Карлстад: фотографія майбутньої письменниці Сельми Лагерлеф, зроблена 1881

Закінчивши у 1882 році Стокгольмську Вищу вчительську семінарію, Лагерлеф стала вчителькою. Вона працювала в школі для дівчаток у Ландскруні, тоді й почала писати перший роман — «Сагу про Єсту Берлінга». Його початкові розділи Лагерлеф надіслала на літературний конкурс, спонсором якого був журнал «Idun».
Сельма не тільки виграла премію, а також уклала договір на публікацію всієї книги. За допомогою подруги, баронеси Софі Адлерспарре, 1891 року Лагерлеф опублікувала цей дебютний твір. Наступним твором стала збірка оповідань «Невидимі тенета», яка побачила світ у 1894 році. Цього ж року письменниця зустрілась із Софі Елькан, романтичні та дружні стосунки з якою тривали протягом всього життя.
Одержавши стипендію від короля Оскара й фінансову підтримку від Шведської академії, Сельма Лагерлеф цілком присвятила себе письменству. Після подорожі з Елькан Італією, зокрема Сицилією, письменниця опублікувала «Чудеса Антихриста» — роман про Сицилію.

## Зрілі роки
1904 року Лагерлеф викупила будинок свого дитинства в Морбаці, що в 1880-х роках, після смерті її батька, був проданий за борги. Того часу Швеція активно розробляла ідеї нової демократичної педагогіки й впроваджувала їх у життя. Керівництво Загального союзу вчителів народних шкіл прийшло до думки створити експериментальний підручник з географії, над яким науковці працювали б разом з письменниками. Вибір припав на Сельму Лагерлеф, проте вона відмовилася працювати в співавторстві й вирішила писати книгу повністю самостійно для чого здійснила подорож Швецією, під час якої збирала факти для майбутньої книги. Формальне рішення вона знайшла пізніше завдяки книгам Редьярда Кіплінга, в якого говорять тварини, а також повісті Августа Стріндберга «Подорож Щасливчика Пера» і казці Ріхарда Густафсона «Невідомий рай» (в якій хлопчик літає країною з птахами). Казково-фантастична фабула, вибудувана на основі народних легенд і оповідей, допомогла Лагерлеф зв'язати факти про природу і географію різних місць Швеції в цілісну історію захопливої подорожі. Критики сприйняли «Чудесну мандрівку Нільса Гольгерсона з дикими гусьми» неоднозначно, одні назвали її «революцією в педагогіці», тоді як інші відзначали, що письменниця не завжди коректно наводить наукові факти, а так звані «патріоти Смоланда» і зовсім вимагали заборонити книгу, поки з неї не буде видалена «Казка про Смоланд» оскільки вважали, що Лагерлеф несправедливо зобразила їхню місцевість злиденною й убогою.
У 1907 році вона була обрана почесним доктором Уппсальского університету.
У 1914 році Лагерлеф стала першою жінкою, яка була обрана до Шведської академії. Член Академії Яльмар Ґулльберг у своїй вступній промові 1940 року виголосив, що вона була «королевою нашої літератури, найвідомішою зі шведських жінок у світі з часів Святої Бригіти».
Кількатомна автобіографія письменниці мала в 1930-х роках велику популярність. У роки, які передували Другій світовій війні, Сельма Лагерлеф допомагала німецьким художникам і письменникам рятуватися від переслідувань, що їх провадили нацисти.
Коли Фінляндія боролася в «Зимовій війні» із СРСР, Лагерлеф внесла до фонду допомоги Фінляндії свою золоту медаль нобелівського лауреата. Фінський уряд був зворушений цим жестом, але повернув нагороду.
Вона була переконаною гуманісткою, дотримувалася демократичних і пацифістських поглядів, боролася за права жінок, а напередодні Другої світової війни допомагала діячам німецької культури уникнути переслідування нацистів. Наприклад, завдяки Сельмі Лагерлеф отримала візу німецька поетеса, майбутня лауреатка Нобелівської премії з літератури Неллі Закс.
16 березня 1940 року Сельма Лагерлеф померла від інсульту в своєму будинку в Морбаці.

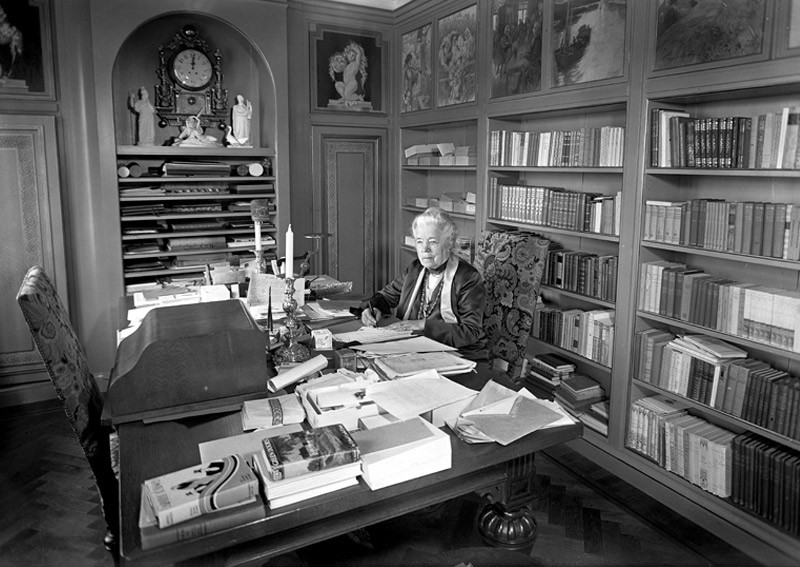
Сельма Лагерлеф у своєму робочому кабінеті в Морбаці.

## Творчість
Першим твором письменниці став роман «Сага про Єсту Берлінга», в якому переважав характерний для 1880-х років неоромантизм (оспівувалась патріархальна старовина, землеробська культура і життя дворянських садиб).
Згодом з'явилися збірки новел «Невидимі тенета» (1894), «Королеви Кунгагели» (1899), романи «Переказ про старий маєток» (1899), «Гроші пана Арне» (1904), «Легенди про Христа» (1904), в яких переважали казкові мотиви, засновані на фольклорі. Також, у своїх творах письменниця висвітлює багато філософських, морально-релігійних проблем того часу. Подорож до Єгипту та Палестини (1899—1900) надихнула Сельму Лагерлеф на дилогію «Єрусалим» (1901—1902), яка принесла авторці славу видатної романістки.
Найпопулярніша дитяча книга Лагерлеф, «Чудесна мандрівка Нільса Гольгерсона з дикими гусьми», з'явилася 1906 року.
Більш зрілий період творчості письменниці ознаменувався виходом у світ таких творів, як «Будинок Лільєкруни» (1911), збірок казок, новел і легенд «Тролі та люди» (1915, 1921), романом «Вигнанець» (1918), повістю «Візник» (1912) і найбільш значним твором того періоду — романом «Імператор Португальський» (1914).
У 1920-х роках Лагерлеф звернулась у своїй творчості до жіночої теми, вона писала оповідання, історичну трилогію — «Перстень Левеншельдів», «Шарлотта Левеншельд», «Анна Сверд», — і біографію фінського шведськомовного письменника Захаріаса Топеліуса.

### Нобелівська премія
У 1909 році Лагерлеф отримала Нобелівську премію з літератури «як данину високому ідеалізму, яскравій уяві й духовному проникненню, якими відзначаються всі її твори». На врученні було сказано, що Лагерлеф об'єднала у своїй творчості «чистоту і простоту мови, красу стилю і багатство уяви з етичної силою і глибиною релігійних почуттів». Сама ж письменниця у відповіді була оригінальною: вона ніби розповідала про премію й ушанування своєму померлому батькові. Лагерлеф стала першою жінкою і шведкою, яка була удостоєна Нобелівської премії з літератури. Письменницю неодноразово номінували на здобуття Нобелівської премії в попередні роки, проте категоричним противником цього був тодішній постійний секретар Академії Карл Девід.

### Екранізації
Багатьох героїв Сельми Лагерлеф перенесено на кіноекран, за казкою «Чудесна подорож Нільса Гольгерсона з дикими гусьми» у різних країнах знято не один мультфільм.

### Переклади українською

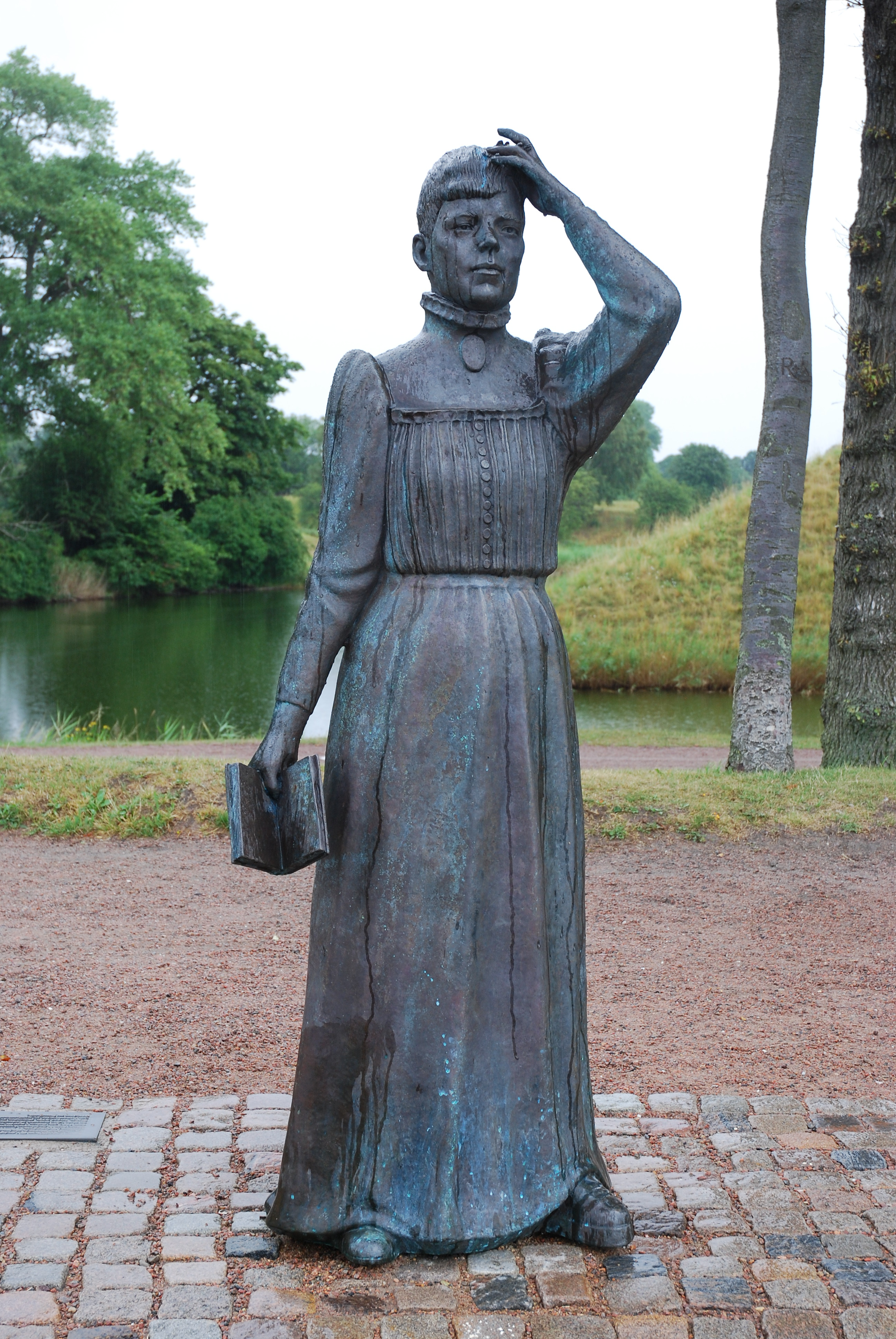
Портретна скульптура в бронзі Йонаса Хьогстрьома в Нордкапі в Ландскруні

Український читач уперше познайомився з творчістю Сельми Лагерлеф (як Зельми Ляґерлєф) 1903 року, коли у львівському «Літературно-науковому віснику» було надруковане її оповідання «Скарбничка цісаревої» в перекладі Івана Франка. Наступного року в тому ж часописі з'явилися «Чуда антихриста» у перекладі Михайла Лозинського, а згодом «Королеви Кунгагели» (1909), «Ельзаліль (Скарб пана Арне) (1910)» та «Інгрід» (1910). 1911 року ці три твори вийшли в Києві окремою книжкою у перекладі Чайки Дніпрової, Зінаїди Левицької, Наталі Романович та з передмовою Михайла Грушевського.
Згодом з'явилися друком ще декілька книжок Ляґерлєф: «Три оповідання про Христа» у перекладі М. Рудинської (Полтава, 1918), «Мати: казка» у перекладі Федіра Петруненка (Січеслав, 1919), «Старенька мати» та «Пес і лось» в перекладі Богдана Заклинського (Ужгород, 1926), «Різдвяні троянди» (Львів, 1929) та «Хустина святої Вероніки» (Львів, 1930). Всі ці переклади зроблені між 1903 та 1930 роками, але перекладено не з оригіналу, а з німецьких та російських версій.
1964 року у видавництві «Веселка» вийшов роман Лагерлєф «Чудесна мандрівка Нільса Гольгерсона з дикими гусьми» в скороченому перекладі зі шведської мови Ольги Сенюк. У 1971 Сенюк також переклала українською роман «Сага про Єсту Берлінга», який був надрукований у видавництві «Дніпро».
- Зельма Ляґерлєф. Скарбничка цїсаревої: лєґенда. Переклад з німецької: Іван Франко. // Літературно-науковий вістник. 1903, т. 23, ч. І: стор. 65—72[15]
- Зельма Ляґерлєф. Чуда Антихриста. Переклад з німецької/російської: Михайло Лозинський // Літературно-науковий вістник. 1904. Том 26 (стор. 65-112, 169—216, 274—320), том 27 (стор. 60-104, 174—210)[15] (завантажити)
- Зельма Ляґерлєф. Віфліємська дитина. Переклад з шведської: Теодозій Лежогубський (Віфліємська дитина); Яків Головацький (Добрі діти вінець). Львів: Коштом і заходом Товариства «Просвіта»; З друкарні Наукового Товариства ім. Шевченка, 1905. 32 стор.
- Сельма Ляґерлєф. В сьвятини: після лєґенди Сельми Ляґерлєф.[16] Зі шведської переповів: Т. Л. Львів: З друкарні Наукового товариства ім. Шевченка, під зарядом К. Беднарского, 1906. 25 стор.
- Зельма Ляґерлєф. Легенди: збірне видання легенд. Переклад зі шведської: Андрій Садевич. Львів: Добра книжка, 19?? (Бібліотека маріама 2; том I шведський цикл)
- Зельма Ляґерлєф. Королеви Кунгагели. Переклад з німецької/російської: ? // Літературно-науковий вістник. 1909[15]
- Зельма Ляґерлєф. Ельзаліль (Скарб пана Арне). Переклад з німецької/російської: ? // Літературно-науковий вістник. 1910[15]
- Зельма Ляґерлєф. Інгрід. Переклад з німецької/російської: ? // Літературно-науковий вістник. 1910[15]
- Зельма Ляґерлєф. Королеви Півночі (збірка оповідань).[17] Переклад з німецької/російської: Чайка Дніпрова, Зінаїда Левицька, Наталя Романович; передмова: Михайло Грушевський. Київ, 1911. 195 стор.[15]
- Зельма Ляґерлєф. Візія Кезаря: оповідання. Перекладач не зазначений. // Часопис Діло 1916. 7 січ., ч. 7.[18]
- Зельма Ляґерлєф. «Три оповідання про Христа». Переклад зі шведської: М. Савицька (псевдонім Марії Рудинської). Полтава: Видання Педагогичного Бюро Полтавської Губерніяльної Народньої Управи. Полтава, 1918. 19 стор.[15]
- Зельма Лягерлеф. «Мати: казка». Переклад зі шведської: Федір Петруненко. Січеслав: Українське видавництво в Січеславі. Друк. «Издательство», 1919. 23 с.[15]
- Сельма Лаґерлєф. Різдвяна ніч ; Криниця трьох Мудреців: дві леґенди. Перекладач не зазначений. Львів: Добра Книжка, 1920. 23 стор. — (Добра Книжка ; ІІ серія ; вип. 1).[19]
- Зельма Ляґерлєф. «Червоношийка». Переклад зі шведської: В. Ґренджа-Донський. // Ужгород: журнал «Пчілка», V, ч. 3-4, 1926, С. 65-70
  - (передрук) Зельма Ляґерлєф. «Казки». Переклад зі шведської: В. Ґренджа-Донський. Ужгород: ?, 1928. ? стор.
- Зельма Ляґерлєф. Пес Карло і лось Сивак: (уривок з повісті). Переклад зі шведської: Богдан Заклинський // Львів: Часопис «Світ дитини». 1926. Ч. 3. стор. 70-76.[18]
- Зельма Лягерлеф. Старенька Мати. Пес і лось. Переклад з шведської: Богдан Заклинський. Ужгород: Видання Жупної Пластової Управи в Ужгороді; Друкарня «Уніо». 1926. 19 стор. (Пластова библіотека под редакцією Л. Бачинського). Число 9.[20]
- Зельма Ляґерлєф. Казки: казка про відьму-бусурканю. Переклад зі шведської: Василь Гренджа-Донський. Ужгород: О. О. Васильян 1927. 15 стор.
- Сельма Лаґерлєф. Різдвяні рожі. Перекладач не зазначений. Львів: Добра Книжка, 1929. 36 стор. (Цікаві пригоди; 6) (Добра Книжка; вип. 103).[19]
  - (передрук) Сельма Ляґерлєф. Різдвяні троянди: оповідання. Перекладач не зазначений. // Часопис «Поступ». 1929. Ч. 3. стор. 72-77.[18]
- Зельма Ляґерлєф. Довговічність святого Отця: оповідання. Перекладач не зазначений. // часопис «Поступ». 1929. — Ч. 4. стор. 113—118.[18]
- Зельма Лаґерлєф. Хустина Вероніки: оповідання. Перекладач не зазначений. Львів: Добра книжка, 1930. (Цікаві прикоди вип. 8-9.; Добра книжка, вип. 117)
  - (передрук) Сельма Лаґерлєф. Хустина святої Вероніки: оповідання. Перекладач не зазначений.// часопис «Поступ». 1930. — Ч. 6/10. стор. 162—169; Ч. 11/12. стор. 203—213.[18]
- Зельма Ляґерляф. Великодня чарівниця: оповідання. Перекладача не зазначено.// журнал «Нова хата». 1938. Ч. 8. стор. 2-5.[18]
- Зельма Ляґерлєф. Письмо на землі: оповідання. Переклад зі шведської: М. Омельченко // часопис «Жіноча доля». 1938. Ч. 6/7. стор. 4-6.[18]
- Зельма Ляґерлєф. Мишоловка: оповідання. Переклад зі шведської: К. Малицька // часопис «Жінка». 1939. Ч. 1/2. стор. 14-15.[18]
- Сельма Лагерлеф. Дім Лільєкруни: розділ з роману. Переклад зі шведської: Єлизавета Война, Борис Антоненко-Давидович. // Київ: журнал Всесвіт. № 5 1958[21]
- Сельма Ляґерлєф. Різдвяна ніч: легенди / Перекл. Олександер Мох та Андрій Садевич. — Торонто : ОО Василіян, 1959. — 144 с.
- Сельма Лагерлеф. Сага про Єсту Берлінга. Переклад зі шведської: Ольга Сенюк. Київ: «Дніпро», 1971. 328 стор.[22] (завантажити)
  - (передрук) Сельма Лаґерлеф. Сага про Єсту Берлінґа. Переклад зі шведської: Ольга Сенюк. Київ: Видавництво Жупанського, 2015. 368 стор. ISBN 978-966-2355-53-6
- Сельма Лагерлеф. Легенди про Христа. Переклад зі шведської: Л. А. Герасимчук; малюнки: В. М. Кущ. Київ: Школа; Київ: Національний книжковий проект, 2006. 190 стлр. ISBN 966-661-527-4 (Дитячий світовий бестселер); ISBN 966-661-508-8 (Золота бібліотека)
- Сельма Лаґерлеф. Підміньок // Літературні казки. Харків, 2008. стор. 514—525.
- Сельма Лаґерлеф. Хустина святої Вероніки: християнські легенди. Переклад зі шведської: О. Думанська; художник: В. Галянт. Львів: Свічадо, 2012. 101 стор. ISBN 978-966-395-427-1
- Сельма Лаґерлеф. Вифлеємська ніч: різдвяні легенди. Переклад зі шведської: М. Лемик; художник: Л. Гентош. Львів: Свічадо, 2012. 105 ISBN 978-966-395-614-5
- Сельма Лаґерлеф. Свята ніч // Казки, що виховують: класика для дітей.[23] Автор ідеї А. Шипко; упорядник: А. Захарова; переклад І. Малішевська, І. Коваленко; художнє оформлення: А. Побегаєва. Нікополь: ФОП Кругляк І. С., 2013. 88 стор. (+ 1 CD).
- Сельма Лаґерлеф. Оповідання Різдвяний гість, Історія в Гальстанесі. Переклав Олег Король. — Львів: журнал «Дзвін», 2017, № 11, стор. 215—222
- Сельма Лаґерлеф. Сага про маєток. Переклав Олег Король. — Львів: Апріорі, 2020, 128 стор. ISBN 978-617-629-589-1
- Сельма Лаґерлеф. Трилогія Левеншельди (Перстень Левеншельдів, Шарлотта Левеншельд, Анна Сверд). Переклав Олег Король. — Львів: Апріорі, 2024, 576 стор. ISBN 978-617-629-855-7
- Сельма Лагерлеф. Чудесна мандрівка Нільса Гольгерсона з дикими гусьми. Скорочений переклад зі шведської: Ольга Сенюк. Художники: Олена Овчиннікова, Галина Савченко. Київ: Веселка, 1964. 217 стор. (завантажити)
  - (передрук) Сельма Лагерлеф. Чудесна мандрівка Нільса Гольгерсона з дикими гусьми. Скорочений переклад зі шведської: Ольга Сенюк. Художники: Олена Овчиннікова, Галина Савченко. Київ: Веселка, 1978. 223 стор.
  - (передрук) Сельма Лагерлеф. Чудесна мандрівка Нільса Гольгерсона з дикими гусьми. Скорочений переклад зі шведської: Ольга Сенюк. Художники: Олена Овчиннікова, Галина Савченко. Київ: Веселка, 1991. 283 стор. ISBN 5-301-012207-7
  - (передрук) Сельма Лаґерлеф. Чудесна мандрівка Нільса Гольґерсона з дикими гусьми: повість-казка. Скорочений переклад зі шведської: Ольга Сенюк. Київ: Школа, 2000. 236 стор. (Хрестоматія школяра).
  - (передрук) Сельма Лаґерлеф. Чудесна мандрівка Нільса Гольґерсона з дикими гусьми: повість-казка. Скорочений переклад зі шведської: Ольга Сенюк; ілюстрації: Олена Кузнецова. Київ: Школа, 2009. 224 стор. ISBN ISBN 966-661-571-1 (Казкова планета); ISBN 966-661-570-3 (Моя улюблена книжка)
  - (передрук) Сельма Лаґерлеф. Чудесна мандрівка Нільса Гольґерсона з дикими гусьми: повість-казка. Скорочений переклад зі шведської: Ольга Сенюк; ілюстрації: Ю. А. Радіч. Київ: Країна Мрій; Компанія ОСМА, 2015. 288 стор. ISBN 978-617-538-384-1 (Улюблені книжки) (Всеволод Нестайко радить прочитати)
- Сельма Лаґерлеф. Дивовижні мандри Нільса з дикими гусьми: повість-казка. Переклад зі шведської: Олександра Любарська, З. Задунайська, переклад з російської: Володимир Герман; художник: Сергій Набутовський. Київ: Махаон-Україна, 2005. 208 стор. (Подорож у казку). ISBN 966-605-511-2
  - (передрук) Сельма Лаґерлеф. Дивовижні мандри Нільса з дикими гусьми: повість-казка. Переклад зі шведської: Олександра Любарська, З. Задунайська, переклад з російської: Володимир Герман; художник: Сергій Набутовський. Київ: Махаон-Україна; Рідна країна, 2007. 208 стор. (Подорож у казку). ISBN 966-605-511-2
  - (передрук) Сельма Лаґерлеф. Дивовижні мандри Нільса з дикими гусьми: повість-казка. Переклад зі шведської: Олександра Любарська, З. Задунайська, переклад з російської: Володимир Герман; художник: Сергій Набутовський. Київ: Махаон-Україна; Рідна країна, 2013. 208 стор. (Чарівна країна). ISBN 978-617-526-586-4
- Сельма Лаґерлеф. Чудесна мандрівка Нільса з дикими гусями: казка. Переказ зі шведської: Наталя Павловська; художник: Катерина Іванова. Київ: Авіаз, 2008. 56 стор. ISBN 978-966-8936-44-9
  - (передрук) Сельма Лаґерлеф. Чудесна мандрівка Нільса з дикими гусями: казка. Переказ зі шведської: Наталя Павловська; художник: Катерина Іванова. Київ: Авіаз, 2012. 64 стор. ISBN 978-966-8936-44-9
- Сельма Лаґерлеф. Дивовижна подорож Нільса з дикими гусьми: повість-казка (найповніша версія). Скорочений переказ зі шведської: Н. Косенко; малюнки: Валерія Харченко. Харків: Школа, 2013. 220 стор. (Дитячий бестселер). ISBN 978-966-429-196-2
  - (передрук) Сельма Лаґерлеф. Дивовижна подорож Нільса з дикими гусьми: повість-казка (найповніша версія). Скорочений переказ зі шведської: Н. Косенко; малюнки: Валерія Харченко. Харків: Школа, 2015. 224с стор. ISBN ISBN 978-966-429-196-2
- Сельма Лагерльоф. Чудова мандрівка Нільса з дикими гусьми: казка. Вільний переказ зі шведської: О. Уліщенко; художник: М. Пузиренко. Харків: Віват, 2015. 80 стор. (Світ чарівних казок). ISBN 978-617-690-310-9

## Особисте життя
Сельма Лагерлеф була лесбійкою. Протягом життя вона підтримувала стосунки зі шведською політичною діячкою, суфражисткою Вальборг Оландер та письменницею Софі Елькан, з якою познайомилася у 1894 році. Зв'язок Лагерлеф та Оландер, що тривав загалом 40 років, задокументований у любовному листуванні.

### Листування
Поглиблене або оновлене зображення Сельми Лагерлеф з’явилося після публікації листування з двома супутницями життя Лагерлеф, Софі Елкан («Ти вчиш мене бути вільною», 1992) і Вальборг Оландер («Справжня дружина автора», 2006).  Листи описують дуже сильну любов до двох жінок, між ними існувало сильне суперництво. Цієї теми також торкнулася Елін Вагнер у своїй біографії Лагерлеф (1942-43), спираючись на листування між Оландер і Лагерлеф та бесіди з Оландер під час створення книги. Можливо, Вагнер також читала частини листа Лагерлеф до Софі Елкан, який інакше не був доступний навіть дослідникам до 1990 року. Листування призвело до дискусії щодо лесбійської орієнтації Сельми Лагерлеф. У той же час виникла потреба підтримувати хорошу репутацію авторки серед попередніх істориків літератури, і тому її гомосексуальність залишалася поза увагою або придушена, оскільки не була визнана.
Лист авторки до її матері також був опублікований в 1998 під заголовком Mammas Selma.

## Вшанування пам'яті

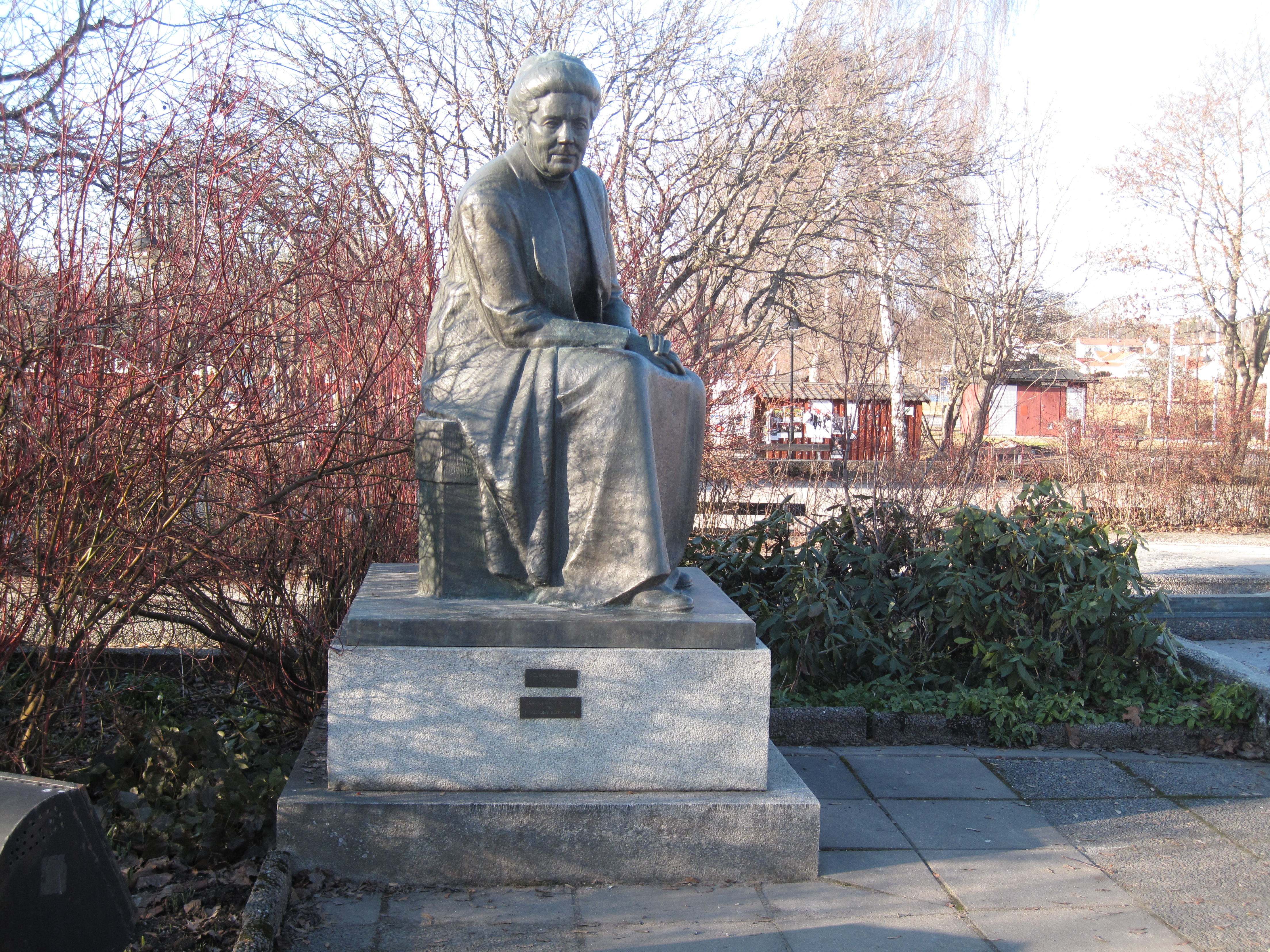
Пам'ятник Сельмі Лагерлеф у Сунні.

- Ім'я Лагерлеф носить літературна премія (її свого часу отримали Астрід Ліндгрен і Туве Янссон)
- У 1947 році на її честь була названа вулиця в Гамбурзі — Lagerlöfstrasse
- 11061 Лагерлеф — астероїд, названий на честь літераторки.
- Марки СССР. 1958 рік. Сельма Лагерлеф — шведська письменниця.
- У 1991 році портрет письменниці з'явився на банкноті номіналом 20 шведських крон. Вона стала першою жінкою, зображеною на шведській банкноті. На лицьовій стороні, крім зробленого з фотографії 1922 року, канонічного портрета Лагерлеф, зображений екіпаж, в якому помітний силует письменниці. На зворотному боці банкноти зображений Нільс, який пролітає над шведськими полями верхи на гусаку Мортену. У вигляді мікротексту на банкноті надруковані перші рядки роману «Сага про Єсту Берлінга», які стали класикою.
- «Морбака» є музеєм-садибою Сельми Лагерлеф. Згідно з її заповітом, маєток має бути збережено і відкрито для публіки після її смерті.
- Будівля, в якій жила і працювала Лагерлеф протягом майже 12 років, розташована на головній вулиці міста Ландскруна — Kungsgatan, і тепер називається Selma Lagerlöf-huset. Зараз ця будівля використовується як дошкільний заклад освіти.